# Dolnołużyczanie

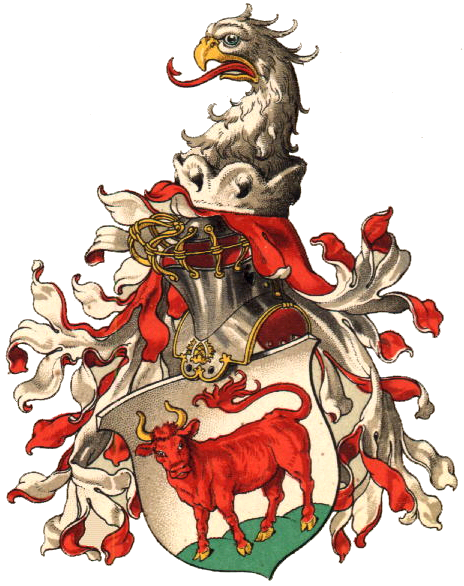
herb Dolnych Łużyc

Dolnołużyczanie inaczej Serbołużyczanie z Dolnych Łużyc, nazwa własna: Dolne Serby, nazwa niemiecka: Wenden – najmniejszy naród słowiański (około 20 tys. osób), mówiący obecnie głównie językiem niemieckim; starsze pokolenie (ok. 6000 osób) posługuje się także językiem dolnołużyckim.

## Naród czy grupa etniczna?[2]
Dolnołużyczanie mają cechy samodzielnego narodu (odrębną historię, kulturę i język), jednak przez większość badaczy z krajów słowiańskich oraz przez pozostałych Serbołużyczan uznawani są za część jednego narodu serbołużyckiego. Wynika to z chęci liczebnego wzmocnienia mniejszości serbołużyckiej w Niemczech jako całości. Badacze zachodnioeuropejscy oraz niemieccy często traktują Dolnołużyczan jako odrębny naród słowiański.
Większość Dolnołużyczan ma poczucie własnej odrębności etnicznej w stosunku do Górnołużyczan. Wynika to z wielowiekowej izolacji obu narodowości, które od VI wieku do czasów nowożytnych rozwijały się niezależnie od siebie, rozdzielone szerokim pasem bezludnych puszcz, które dopiero stopniowo były zasiedlane.
Wytworzeniu wspólnoty narodowej obu grup nie sprzyjały także podziały polityczne (od 1815 Łużyce Dolne należały do Prus (obecnie do landu Brandenburgia), a Łużyce Górne do Saksonii) oraz wyznaniowe: Dolnołużyczanie są narodem tradycyjnie protestanckim, podczas gdy Górnołużyczanie są w znacznej większości katolikami.
Dolnołużyczanie dużo mają do zawdzięczenia niektórym Niemcom, którzy często (wbrew rygorystycznym zakazom władz niemieckich) aktywnie propagowali i chronili język dolnołużycki (między innymi dzięki temu przetrwał do dziś).
Dolne Łużyce wcześniej zostały uprzemysłowione i w związku z tym szybciej zgermanizowane; Łużyce Górne do dziś są przede wszystkim krajem rolniczym i ostoją serbołużyckiego patriotyzmu.

## Język i kultura Dolnołużyczan[3]
Pierwszy zachowany zabytek piśmiennictwa dolnołużyckiego to pochodząca z połowy XVI wieku  niedrukowana Przysięga mieszczan z Luboraza. W okresie Renesansu pojawili się humaniści i pisarze dolnołużyccy (piszący jednak w języku łacińskim), wywodzący się głównie z mieszczaństwa: Jan Rak, zwany Rhagius Aesticampianus (1457–1520) był profesorem i dziekanem na Uniwersytecie w Krakowie, prekursorem slawistyki i autorem tomu Pieśni o Łużycach (Carmen de Lusatia). Innym wybitnym poetą był Jan Bok (lub Bokac, Bocatius) z miasta Wětošow.
Znaczące dzieła w języku dolnołużyckim powstały dopiero z inspiracji Reformacji: były to głównie tłumaczenia Biblii.  W 1548 pastor Mikławš Jakubica przetłumaczył Nowy Testament na język dolnołużycki (a właściwie zawierający elementy dialektu wschodniego i zachodniego jak również górnołużyckiego, czeskiego i polskiego). Było to tłumaczenie Biblii Marcina Lutra. W tym samym czasie pojawiło się anonimowe tłumaczenie Psałterza w dialekcie zachodnim (z licznymi germanizmami). Obie te książki nie były drukowane.
Pierwszą wydrukowaną książką dolnołużycką był śpiewnik i katechizm Lutra, przetłumaczony na dialekt zachodni w 1552 przez pastora ze wsi Tšupc/Straupitz Albina Mollera i wydrukowany w roku 1574 w Budziszynie. To dzieło odegrało dużą rolę w popularyzacji pisanego języka dolnołużyckiego. W 1610 wydano we Frankfurcie nad Odrą Podręcznik serbskiego (Enchiridion Vandalicum). Wszystkie te dzieła nie przyczyniły się jednak do powstania jednolitego literackiego języka dolnołużyckiego.
Od XIV wieku język dolnołużycki rozwijał się w izolacji od innych języków słowiańskich, stąd pojawiły się w nim liczne germanizmy (np. bom [drzewo], niem. Baum), w porównaniu do języka górnołużyckiego uprościła się znacznie wymowa (np. źěśi [dzieci] zamiast grnłuż. dźěći, tšawa zamiast trawa, šejc zamiast šewc) i gramatyka (brak kategorii męskoosobowości oraz wołacza, inaczej tworzy się liczba podwójna: dwa doma zamiast grnłuż. dwaj domaj).
Kolejne ożywienie twórczości przyniósł pietyzm. Pietystyczne gminy wyznaniowe uczyły ludność wiejską modlitw i pieśni w języku łużyckim.
Niemiecki pastor Jan Bogumił Fabricius, po objęciu parafii we wsi Korenj/Kahren, nauczył się języka dolnołużyckiego i zaczął aktywnie przeciwstawiać się germanizacji: mimo zakazu władz pruskich stworzył sieć szkół wiejskich, w których uczono dzieci po dolnołużycku,  i na własny koszt drukował literaturę religijną w tym języku: Katechizm Lutra i Nowy Testament 1709  (w dialekcie chociebuskim, który od tej pory stał się podstawą języka literackiego). Poświęcenie Fabriciusa dla sprawy Dolnołużyczan było tak wielkie, że wydał na nią cały majątek i umarł w biedzie. 67 lat później pastor Jan Fryco przetłumaczył Stary Testament.
Od 1728 pastorom zakazano dopuszczać do komunii dzieci łużyckich niewładających językiem niemieckim.
Niemcy Johann Hauptmann  i Georg Körner wydali na początku XVIII wieku pierwsze opracowania gramatyczne i słownikowe języka dolnołużyckiego. W dialekcie mużakowskim tworzył rolnik Hanzo Njepila (1766–1856) ze wsi Rowne/Rohne; jego książki pozostały w rękopisach.
Po 1815 całe Łużyce Dolne znalazły się w granicach Prus, które nasiliły germanizację: zlikwidowano wszystkie szkoły łużyckie i zakazano używania języka dolnołużyckiego w kościołach. W rezultacie Dolnołużyczanie stali się narodem typowo chłopskim, bez własnej inteligencji. Rozbudowa linii kolejowych i postępujące uprzemysłowienie regionu (w tym rozwój wydobycia węgla brunatnego) spowodowały rozpad tradycyjnych struktur wiejskich i masową emigrację Dolnołużyczan ze wsi do miast, gdzie szybko się zniemczali. W XIX wieku na skutek germanizacji zasięg języka dolnołużyckiego ograniczył się do kilku okręgów wokół Chociebuża (około 300 miejscowości).
Wiosna Ludów dała kolejny impuls do rozwoju kultury narodowej: w 1848 zaczęto wydawać w Chociebużu Bramborski Serbski Casnik (Brandenburską Gazetę Łużycką), potem nazwaną Casnik. Na jej łamach publikowali swoje artykuły i wiersze Kito Šwjela i Marcin Grysa. W 1847 Jan Šwora (Johann Zwahr) wydał kompletny Dolnołużycko-wendyjsko-niemiecki słownik. Pierwszym poetą epoki romantyzmu był pastor Paweł Broniš, wykładowca języka dolnołużyckiego w gimnazjum chociebuskim.
Wielkim przyjacielem Dolnołużyczan był niemiecki językoznawca Georg Sauerwein (1831–1904), który nauczył się języka dolnołużyckiego i zaczął w nim pisać poezje, inspirując się twórczością ludową. Walczył też o wprowadzenie tego języka do szkół.
Największym narodowym poetą dolnołużyckim był Mato Kosyk, który inspirował się folklorem. Jego poematy epickie: Serbska swajźba w Błótach (Łużyckie wesele w Błotach) 1880, Branibora pad (Upadek Braniboru) i Pśerada markgroby Gera (Zdrada margrabiego Gerona) 1881, a także liryka patriotyczna Z paradiza wšyknych swětow (Z raju wszystkich światów)  i Ze stwórena źo mój spiw (Od przyrody pochodzi mój śpiew), stanowią szczytowe osiągnięcie literatury dolnołużyckiej. Pisał też utwory dramatyczne i reportaże. Po nim podobnie wysoki poziom reprezentowała jedynie wybitna poetka, pisarka i dziennikarka, Mina Witkojc (1893–1975).
Po 1945 Łużyce Dolne zostały zaludnione przez Niemców, wysiedlonych ze Śląska. Spowodowało to dalszą germanizację; od tego czasu język dolnołużycki przestał być przekazywany młodszym pokoleniom. Dziś posługują się nim prawie wyłącznie osoby starsze (powyżej 60 lat) i mimo podejmowanych prób odrodzenia języka wszystko wskazuje na to, że język dolnołużycki za 20-30 lat będzie praktycznie językiem martwym; nauczanym być może w nielicznych szkołach, ale nieistniejącym jako język codziennej komunikacji (już dziś bardzo rzadko spełnia taką rolę).
Język dolnołużycki, choć jest językiem literackim, jest słabo zróżnicowany stylistycznie i środowiskowo. Brakuje w nim własnego nazewnictwa dla pojęć abstrakcyjnych i terminologii fachowej. Wynika to ze stale malejącej liczby użytkowników tego języka.
Większą żywotność wykazują obyczaje, kultywowane nawet w całkowicie zniemczonych wsiach: Zapusty, obrzędy wielkanocne, ustawianie maika (Majski bom) i Łapanie koguta. Szeroko znany jest piękny dolnołużycki kobiecy strój ludowy (noszony często do dziś).